# Attentat de l'hôtel Intercontinental de Kaboul de 2018
L'attentat de l'hôtel Intercontinental de Kaboul est une attaque terroriste islamiste des Talibans qui a lieu le 20 janvier 2018 à Kaboul (Afghanistan). L'attaque fait 40 morts, dont 15 étrangers.

## Bilan
Le 25 janvier, le bilan s'établit à 40 morts, dont 25 Afghans et 15 étrangers. Les sept Ukrainiens et les deux Vénézuéliens étaient employés par la compagnie aérienne afghane Kam Air. La victime allemande travaillait pour l'ONG Shelter Now et le Kazakh était consultant pour une entreprise de télécommunications,.
| Nationalité | Nombre de morts | Blessés | Total |
| ----------- | --------------- | ------- | ----- |
| Afghanistan | 25              | 12      | 27    |
| Ukraine     | 7               | 0       | 7     |
| États-Unis  | 4               | 2       | 6     |
| Venezuela   | 2               | 0       | 2     |
| Allemagne   | 1               | 0       | 2     |
| Kazakhstan  | 1               | 0       | 2     |
| Non précisé | 0               | 8       | 8     |
| Total       | 40              | 22      | 62    |

Outre les quarante victimes civiles, les 5 assaillants ont été tués par les forces de sécurité.